# Creel
Creel ist eine Kleinstadt mit ca. 5.000 Einwohnern in der Gemeinde (municipio) Bocoyna im Nordwesten des mexikanischen Bundesstaates Chihuahua. Der Ort wurde im Jahr 2007 als Pueblo Mágico anerkannt.

## Lage und Klima
Creel liegt oberhalb der Barranca del Cobre („Kupferschlucht“) in einer Höhe von ca. 2345 m in der Sierra Tarahumara, einem Teilgebiet der Sierra Madre Occidental, etwa 260 km (Fahrtstrecke) südwestlich von Chihuahua-Stadt bzw. 10 km südwestlich von Bocoyna direkt an der Bahnstrecke des CHEPE, der nebenbei auch durch El Fuerte führt. Das Klima ist wegen der Höhenlage gemäßigt bis warm; Regen (ca. 735 mm/Jahr) fällt nahezu ausschließlich im Sommerhalbjahr.

## Bevölkerung
| Jahr      | 2000  | 2005  | 2010  |
| Einwohner | 4.613 | 5.338 | 5.026 |

Der überwiegende Teil der Bevölkerung ist indianischer Abstammung; Mestizen sind deutlich in der Minderheit.

## Wirtschaft
In den Dörfern der Umgebung spielt immer noch die Landwirtschaft (Anbau von Mais, Bohnen, Tomaten, Chili etc.) die dominierende Rolle. Durch den Bau der Eisenbahnlinie von Chihuahua nach Los Mochis am Pazifik erfuhr das ehemals kleine Bergdorf eine deutliche wirtschaftliche und touristische Aufwertung.

## Geschichte
Die ehemalige Indianersiedlung wurde nach Enrique Creel Cuilty (1854–1931), einem Gouverneur Chihuahuas in den Jahren 1907–1910, benannt.

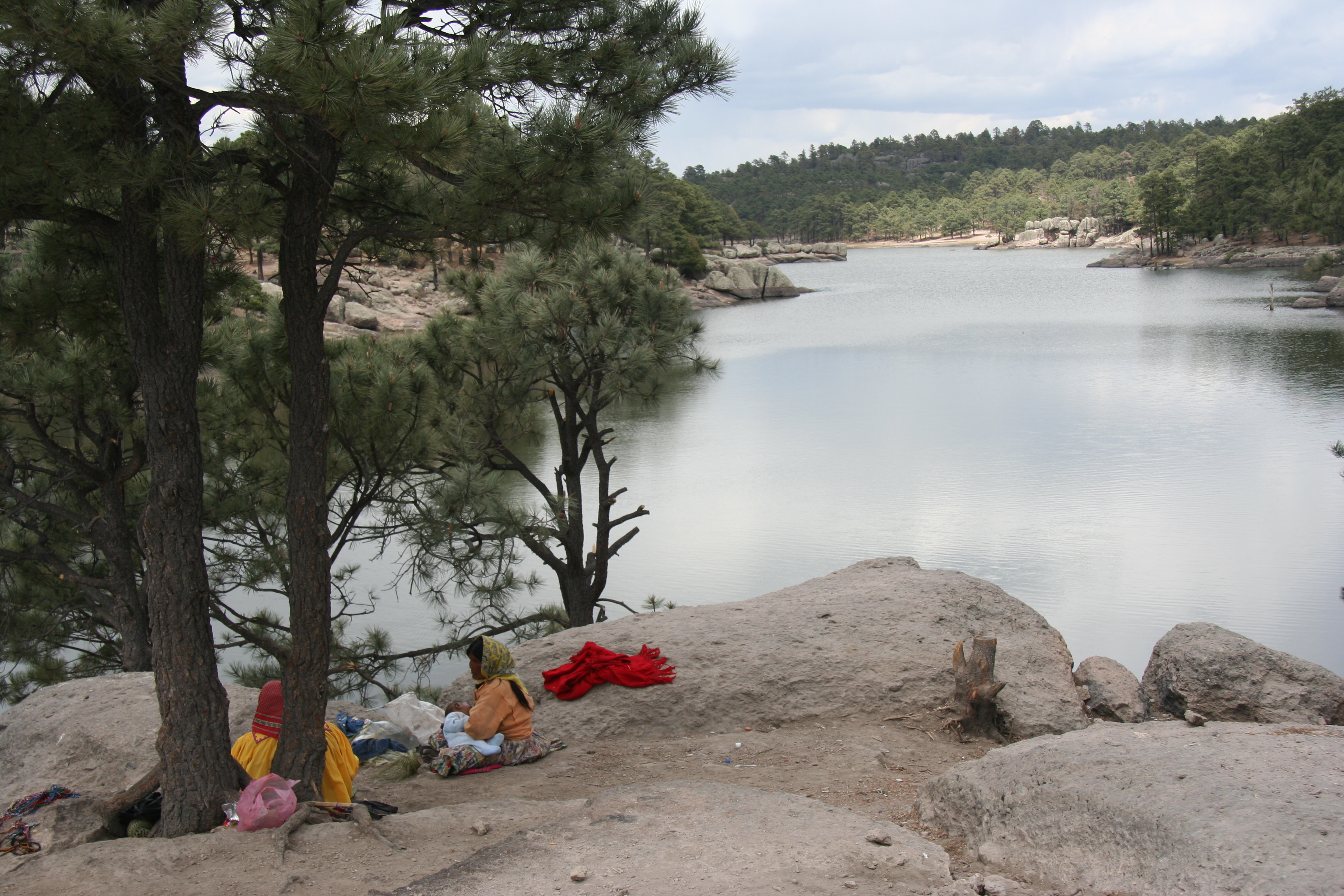
Arareco-See

## Sehenswürdigkeiten
- Die Kleinstadt bietet insgesamt nur wenig Interessantes, doch ist die Gesamtatmosphäre durchaus sehenswert.
- Von größter touristischer Bedeutung ist der Panoramablick in die Schluchten des Kupfercayons.
- Hotels und andere lokale Veranstalter bieten diverse Fahrten und Wanderungen in die landschaftlich reizvolle Umgebung, z. B. zum ca. 8,5 km südöstlich gelegenen Arareco-See, an.